# Hamerská stráň
Hamerská stráň je přírodní památka v okrese Prostějov na severovýchodním okraji vesnice Hamry – části obce Plumlov na svahu podél říčky Hloučely. Oblast spravuje Krajský úřad Olomouckého kraje.

## Předmět ochrany
Důvodem ochrany je křovinatá stráň s teplomilnými společenstvy. Je to strmá stráň s místně vystupujícím skalním podložím, sevřená mezi soukromé chatové parcely a dvě cesty. Přístupná je po neznačené polní cestě nebo po červeně značené turistické trase.

## Fotogalerie

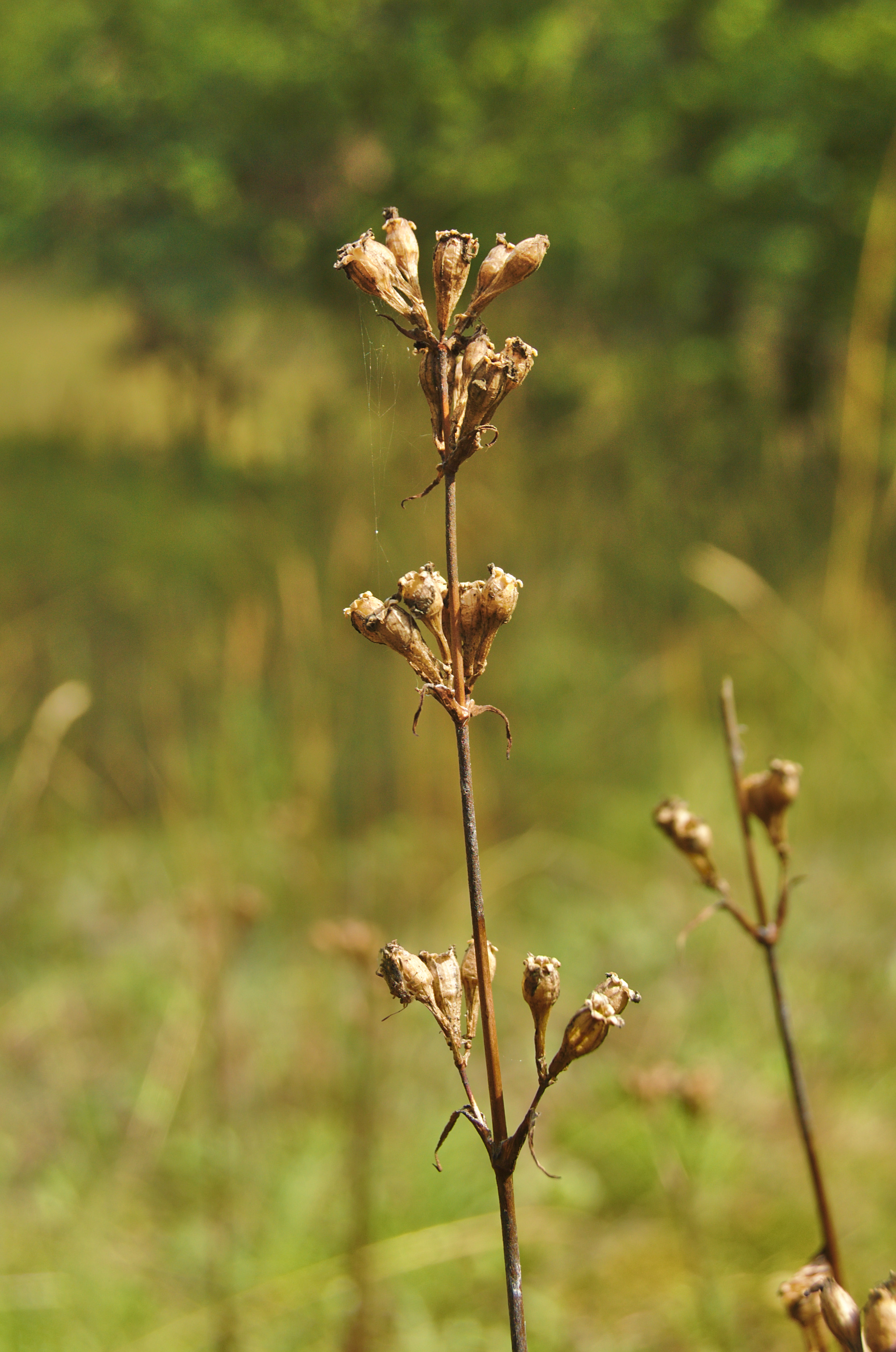
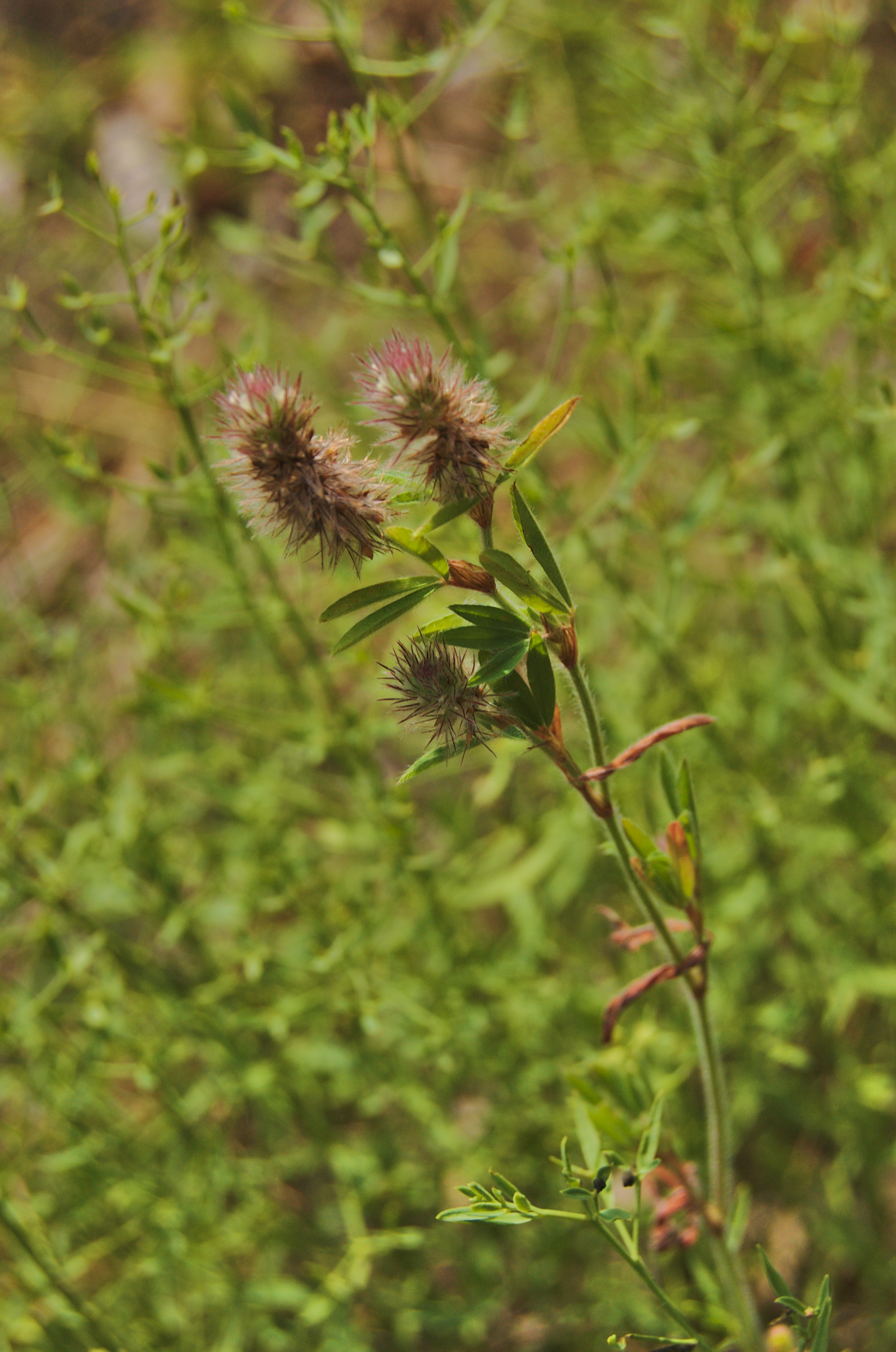
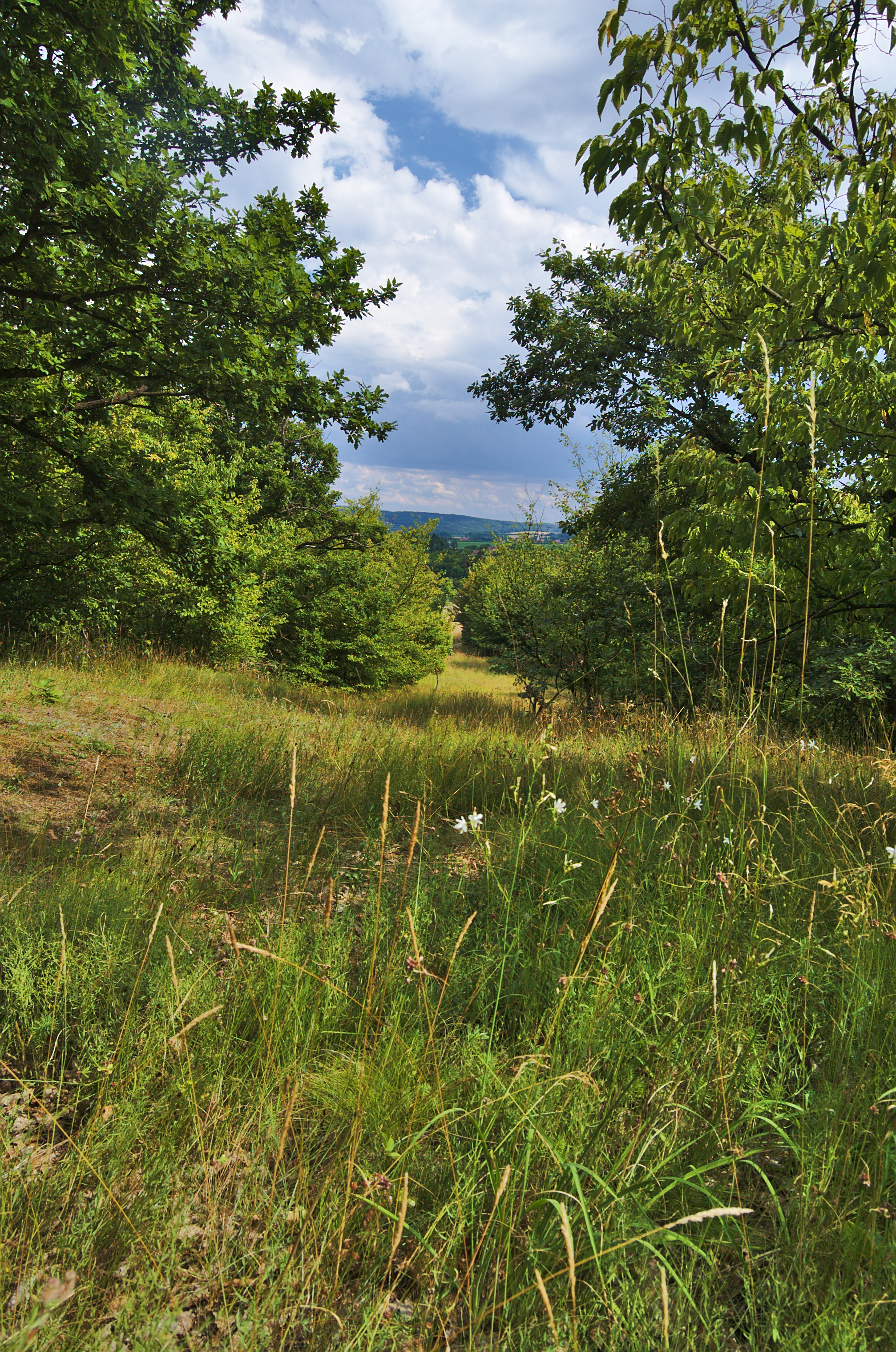
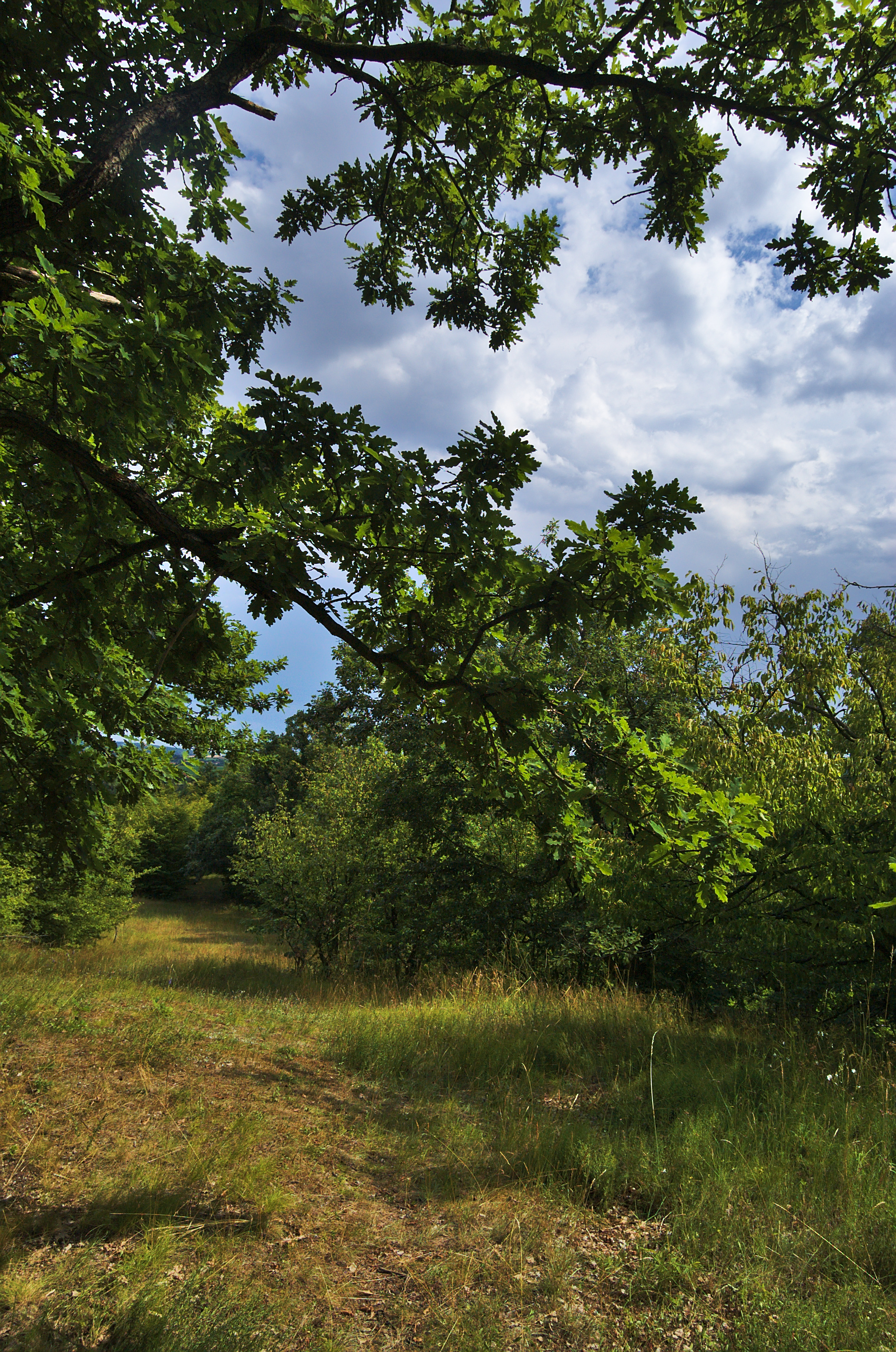
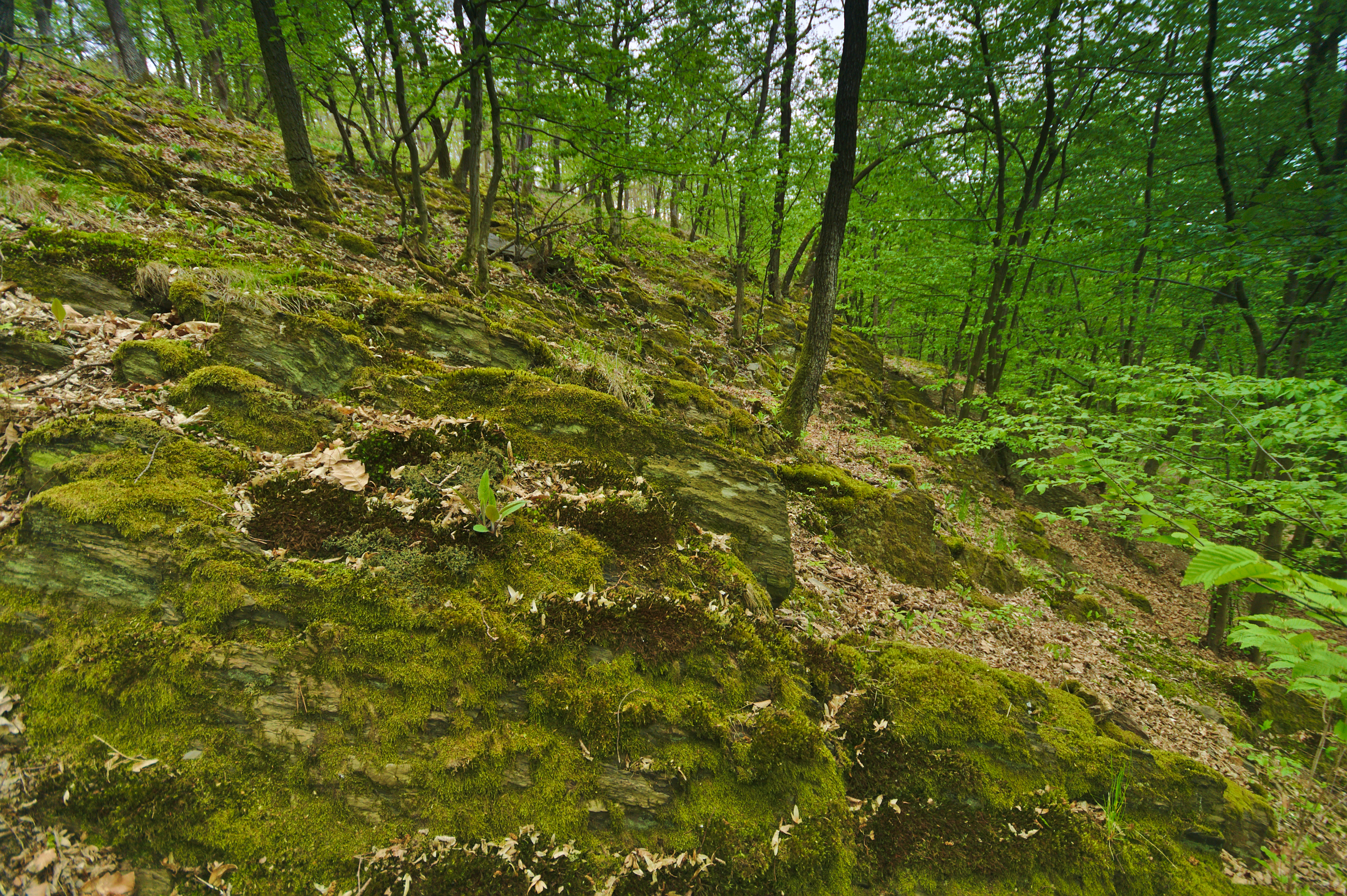